# Lenka
Lenka je ženské rodné jméno, původně zdrobnělina jmen na -lena jako Helena nebo Magdaléna. Může se také jednat o zdrobnělinu jmen jako Apolena nebo Eleonora. Stejným způsobem vznikla jména jako Alena a Lena, jenom z jména Helena jsou pak vytvořena jména Elena a Ela.
Jméno Lenka patří v Česku k nejběžnějším a v roce 2016 žilo 118 763 nositelek tohoto jména, přičemž nejoblíbenější bylo od 50. do 90. let 20. století, od té doby jeho obliba klesala. Jmeniny slaví 21. února a k domácím podobám patří Léňa, Lenča, Leni, Lenička, Lenuš, Lenuška, Lenďa, Lendula, Lendulka, Lendule, Leňule, Lenuša, Leninka, Lenčička, Lenčinka, Leňula, Leňulka, Leník.
Kromě Česka je užíváno také na Slovensku a někdy též Německu, bývalé Jugoslávii a v podobě Lenke v Maďarsku. Na Slovensku má jmeniny 4. června, v Chorvatsku 22. července.

## Známé nositelky jména

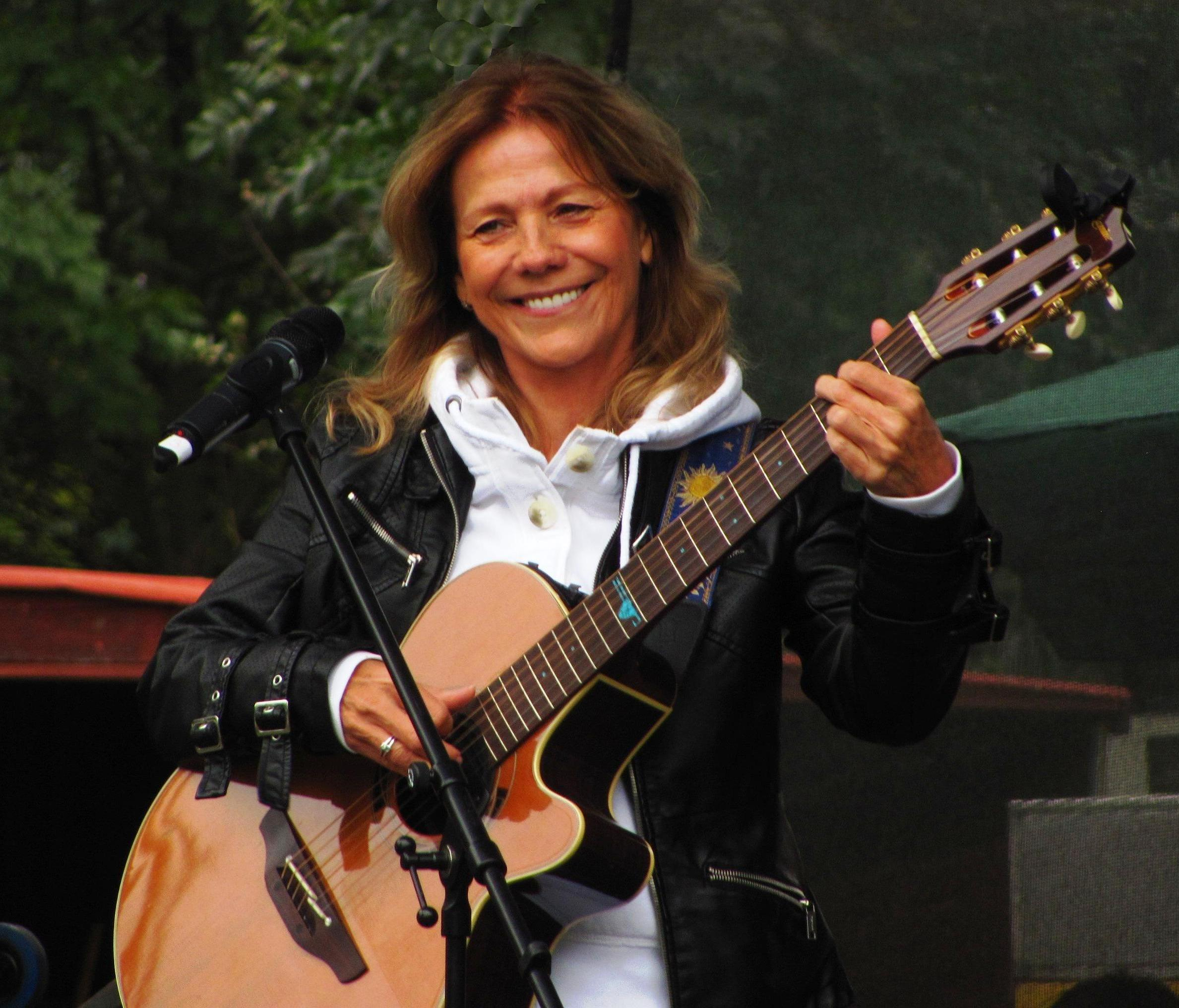
Lenka Filipová, česká zpěvačka

- Lenka Bradáčová – vrchní státní zástupkyně
- Lenka Dusilová – česká zpěvačka
- Lenka Filipová – česká zpěvačka
- Lenka Filipová – česká zpěvačka vystupující pod jménem Lenny, dcera Lenky Filipové
- Lenka – australská zpěvačka a herečka, rodným jménem Lenka Kripac
- Lenka Hanáková – česká topmodelka
- Lenka Hašková – česká novinářka, spisovatelka a autorka televizních her
- Lenka Klicperová – česká novinářka, cestovatelka, dokumentaristka, šéfredaktorka časopisu Lidé a Země
- Lenka Kotková roz. Šarounová – česká astronomka
- Lenka Kořínková – česká herečka a zpěvačka
- Lenka Krobotová – česká herečka
- Lenka Lanczová – česká spisovatelka
- Lenka Ouhrabková – česká herečka
- Lenka Procházková – česká spisovatelka, signatářka Charty 77
- Lenka Reinerová – česká spisovatelka píšící německy
- Lenka Šmídová – česká sportovkyně, jachtařka
- Lenka Termerová – česká herečka
- Lenka Vlasáková – česká herečka
- Lenka Zbranková – česká herečka